# Hermann Riemann
Hermann Riemann, właśc. Traugott Leberecht Hermann Riemann (ur. 4 października 1822 w Eutinie, zm. 27 stycznia 1889 w Greifenberg/Pommern), syn pastora Heinricha Arminiusa Riemanna i Henrietty z domu Gensler. Pochodził z wielodzietnej rodziny. Od 1842 studiował teologię, filozofię i historię w Jenie. Pracę i działalność dydaktyczną rozpoczął od stażu w szkole gimnazjalnej w Anklam (Niemcy) w 1851. W rok później przeniósł się do Gryfic na Pomorzu, aby rozpocząć pracę w nowo utworzonym Gimnazjum im. Fryderyka Wilhelma, gdzie objął funkcję prorektora szkoły. H. Riemann za zasługi w upowszechnianiu historii Pomorza otrzymał od Uniwersytetu w Greifswaldzie (Niemcy), zaszczytny tytuł doktora honoris causa w dziedzinie nauk filozoficznych. Tytuł profesora otrzymał w 1886.
Do ważniejszych wydawnictw niemieckiego pedagoga należą:
- Riemann H., De bellorum inter Henricum IV. et Saxones gestorum causis et origine, Greifenberg/Pommern 1854.
- Riemann H., Geschichte der Stadt Greifenberg in Pommern: eine Gedächtnissschrift zum sechshundertjährigen Jubiläum der Stadt, Greifenberg/Pommern 1862, [data dostępu 2010-07-12].
- Riemann H., Geschichte der Stadt Colberg, Colberg 1873, [data dostępu 2013-11-15].